# José Paolo Guerrero
 José Paolo Guerrero Gonzales (n. 1 ianuarie 1984, Lima, Peru) este un fotbalist peruan care joacă pentru Alianza Lima în Primera División del Perú și în echipa națională peruană.

## Goluri la echipa națională
| #  | Data               | Oraș                | Adversar  | Scor | Rezultat   | Competiție                                             |
| -- | ------------------ | ------------------- | --------- | ---- | ---------- | ------------------------------------------------------ |
| 1  | 17 noiembrie 2004  | Lima, Peru          | Chile     | 2–1  | Victorie   | Calificările pentru Campionatul Mondial de Fotbal 2006 |
| 2  | 30 martie 2005     | Lima, Peru          | Ecuador   | 2–2  | Egal       | Calificările pentru Campionatul Mondial de Fotbal 2006 |
| 3  | 17 august 2005     | Tacna, Peru         | Chile     | 3–1  | Victorie   | Amical                                                 |
| 4  | 6 septembrie 2006  | New Jersey, SUA     | Ecuador   | 1–1  | Egal       | Amical                                                 |
| 5  | 7 octombrie 2006   | Viña del Mar, Chile | Chile     | 2–3  | Înfrângere | Amical                                                 |
| 6  | 26 iunie 2007      | Mérida, Venezuela   | Uruguay   | 3–0  | Victorie   | Copa America 2007                                      |
| 7  | 8 septembrie 2007  | Lima, Peru          | Columbia  | 2–2  | Egal       | Amical                                                 |
| 8  | 8 septembrie 2007  | Lima, Peru          | Columbia  | 2–2  | Egal       | Amical                                                 |
| 9  | 12 septembrie 2007 | Lima, Peru          | Bolivia   | 2–0  | Victorie   | Amical                                                 |
| 10 | 28 iunie 2011      | Lima, Peru          | Senegal   | 1–0  | Victorie   | Amical                                                 |
| 11 | 4 iulie 2011       | San Juan, Argentina | Uruguay   | 1–1  | Egal       | Copa América 2011                                      |
| 12 | 8 iulie 2011       | Mendoza, Argentina  | Mexic     | 1–0  | Victorie   | Copa América 2011                                      |
| 13 | 23 iulie 2011      | La Plata, Argentina | Venezuela | 2–0  | Victorie   | Copa América 2011                                      |
| 14 | 23 iulie 2011      | La Plata, Argentina | Venezuela | 3–1  | Victorie   | Copa América 2011                                      |
| 15 | 23 iulie 2011      | La Plata, Argentina | Venezuela | 4–1  | Victorie   | Copa América 2011                                      |
| 16 | 7 octombrie 2011   | Lima, Peru          | Paraguay  | 1–0  | Victorie   | Calificările pentru Campionatul Mondial de Fotbal 2014 |
| 17 | 7 octombrie 2011   | Lima, Peru          | Paraguay  | 2–0  | Victorie   | Calificările pentru Campionatul Mondial de Fotbal 2014 |
| 18 | 23 mai 2012        | Lima, Peru          | Nigeria   | 1–0  | Victorie   | Amical                                                 |
| 19 | 10 iunie 2012      | Montevideo, Uruguay | Uruguay   | 2–4  | Înfrângere | Calificările pentru Campionatul Mondial de Fotbal 2014 |

## Palmares

### FC Bayern München II
- Regionalliga Süd în 2003-04

### FC Bayern München
- Bundesliga  în 2004-05, 2005-06
- DFB-Pokal în 2004-05 , 2005-06

### Hamburger SV
- Cupa UEFA Intertoto în 2007

### Sport Club Corinthians Paulista
- Campionatul Mondial al Cluburilor FIFA în 2012

#### Peru
- Jocurile Boliviene în 2001
- Cupei Americii în 2011 (Locul trei)

## Distincții personale
- Regionalliga Süd 2003–04: Golgheter (21 goluri în 24 jocuri).
- Copa América 2011: Golgheter (5 goluri).
- Campionatul Mondial al Cluburilor FIFA 2012: Balonul de Bronz.